# Jüdischer Friedhof (Bad Neuenahr)

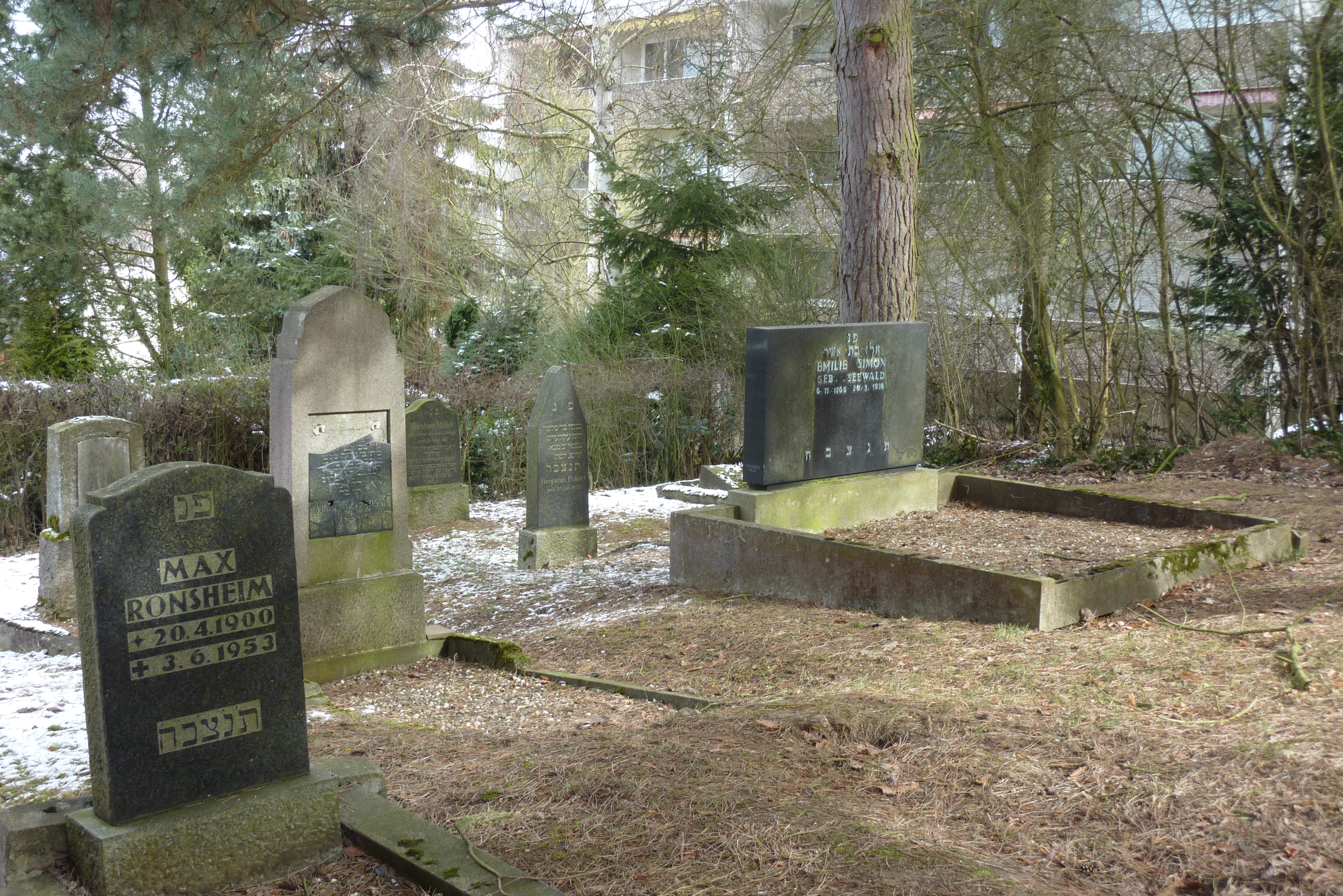
Jüdischer Friedhof in Bad Neuenahr

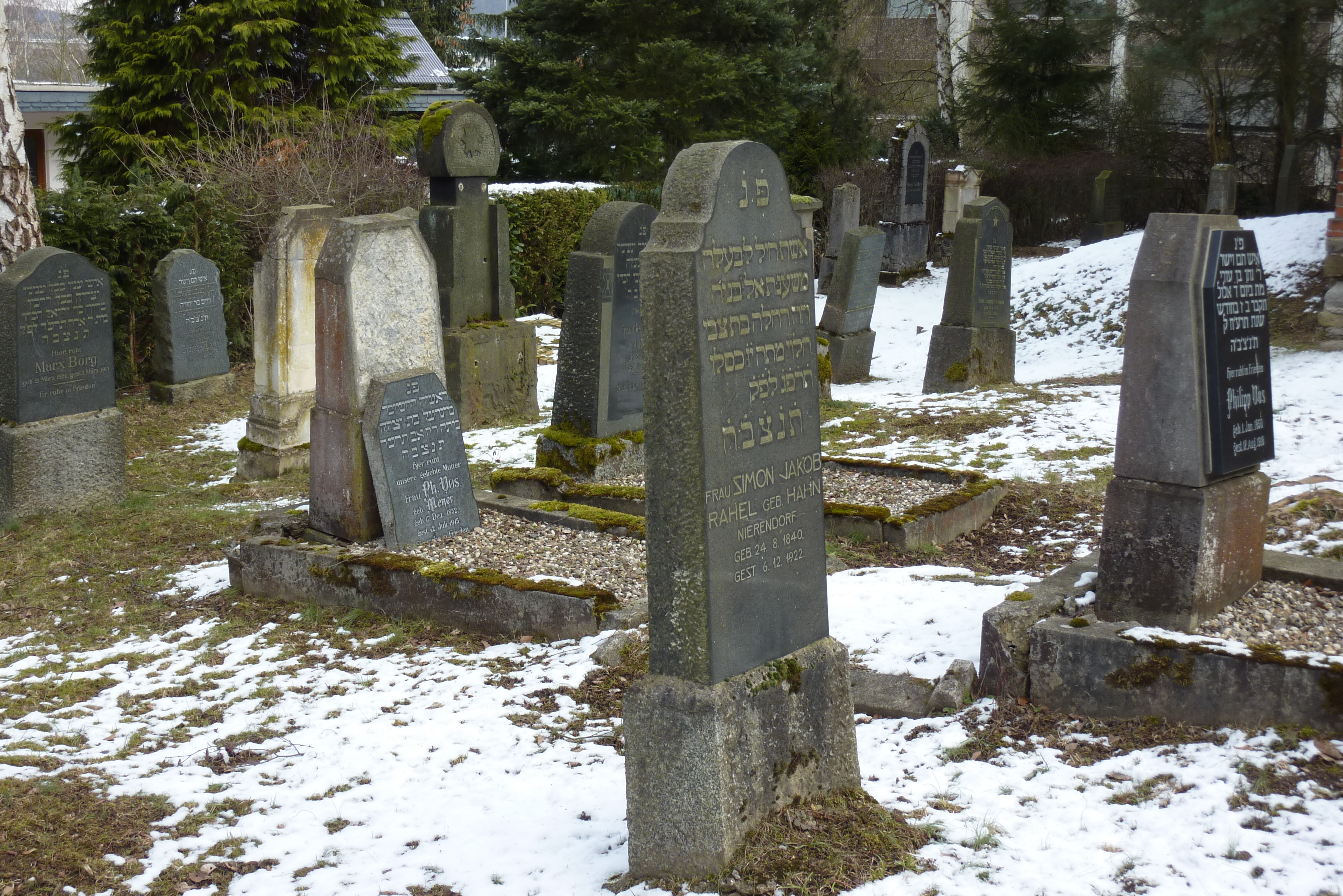
Jüdischer Friedhof in Bad Neuenahr

Der Jüdische Friedhof ist ein 1894/95 angelegter Jüdischer Friedhof in Bad Neuenahr im Landkreis Ahrweiler in Rheinland-Pfalz. Er ist ein geschütztes Kulturdenkmal.
Die jüdische Gemeinde Neuenahr wurde erst 1896 offiziell konstituiert, obwohl 1858 bereits 37 jüdische Bürger im Ort lebten und ihre Anzahl stetig zunahm. Es wurden schon seit Jahrzehnten jüdische Gottesdienste abgehalten und der Antrag auf Errichtung eines jüdischen Friedhofs erfolgte bereits 1893. 
Der Friedhof befindet sich auf dem Johannisberg, auf einem nach Norden abfallenden 719 m² großen Grundstück. Insgesamt sind noch 42 Grabsteine vorhanden, die in Reihen angelegt sind, die aber nicht in chronologischer Folge belegt wurden. Die erste Bestattung fand 1900 und die letzte 1953 statt. Der Friedhof blieb in der Zeit des Nationalsozialismus im Wesentlichen unbeschädigt.

## Taharahaus

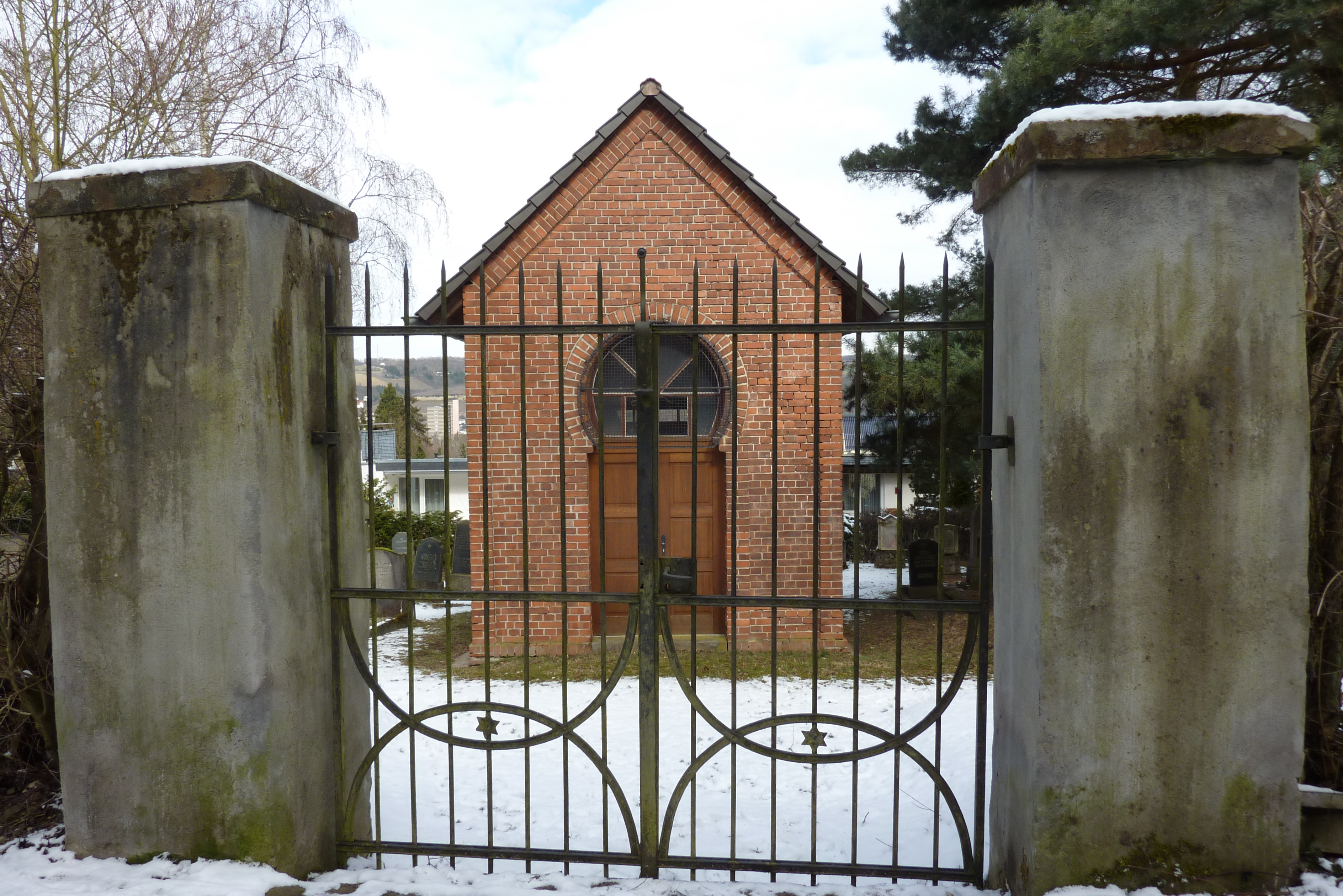
Taharahaus

Das 1908 erbaute Taharahaus steht in der Mitte des Friedhofs und auf einer Achse mit dem Friedhofseingang. Das 4,1 m mal 5,8 m große Gebäude hat an der Vorder- und Rückseite jeweils eine Tür mit aufgesetztem Hufeisenbogenfenster. Es ist nach Norden ausgerichtet und an der West- und Ostseite befindet sich je ein Fenster mit Hufeisenbogen. Die Leichenhalle ist aus Ziegelsteinen gemauert und die Fenster, Türen, der Giebel und die Gebäudeecken werden durch hervorstehende Ziegel betont. Die zwei Innenräume waren durch eine Tür getrennt und werden von einer Längstonne überwölbt.
An der Westseite des Taharahauses befindet sich heute eine Gedenktafel für die Opfer der nationalsozialistischen Judenverfolgung.